# Síndrome MAGIC
A síndrome de úlceras bucais e genitais com cartilagem inflamada, também conhecida como síndrome MAGIC (do acrônimo em inglês Mouth and genital ulcers with inflamed cartilage), é uma doença cutânea com características de tanto a doença de Behçet e a policondrite recidivante.